# Victor Fatio
Victor Fatio, doopnaam Victor Fatio de Beaumont (Genève, 28 november 1838 - aldaar, 19 maart 1906), was een Zwitserse zoöloog.

## Biografie
De belangstelling voor dieren begon bij Victor Fatio toen hij mee mocht als zijn vader, Gustave Fatio de Beaumont ging jagen. Victor studeerde fysiologie in Zürich, Berlijn en Leipzig en behaalde zo de doctorstitel. In 1862, nadat hij genezen was van buiktyfus, ging hij dierkunde studeren in Parijs bij Henri Milne-Edwards die verbonden was aan het Muséum national d'histoire naturelle.
Fatio deed onderzoek aan de druifluis toen die in 1874 in Zwitserland (ongewild) werd geïntroduceerd. Deze luis Daktulosphaira vitifoliae is zeer schadelijk voor de wijnbouw. Fatio organiseerde in 1877 het eerste internationale wetenschappelijke congres in Lausanne dat gewijd was aan de bestrijding van de druifluis. Na het congres werden de bevindingen als État de la question phylloxérique gepubliceerd en daarna schreef Fatio nog meer artikelen over de druifluis in Zwitserland en in Savoye.
Tussen 1869 en 1904 verscheen zijn belangrijkste publicatie, een standaardwerk over de gewervelde dieren in Zwitserland Faune des Vertébrés de la Suisse. Samen met Theophil Studer (1845–1922) maakte Victor Fatio de Catalogue des oiseaux de la Suisse (Catalogus van de vogels van Zwitserland). Tussen 1889 en 1901 verschenen hiervan de eerste drie delen. De andere 16 uitgaven van deze reeks werden pas in 1956 door andere auteurs uitgegeven.

## Nalatenschap
Fatio is soortauteur van een soort houting (Pfärrig in het Zwitserduits) Coregonus confusus en nog een vijf houtingsoorten uit Zwitsere meren. Hij beschreef verder de woelmuis  Pitymys multiplex die in het Nederlands naar hem is vernoemd: Fatio's woelmuis. De houtingsoort Coregonus fatioi (Albock in het Zwitserduits) is in 1997 door de Zwitserse ichtyoloog Maurice Kottelat  naar hem vernoemd.

## Werken
- Instructions sommaires à l'usage des Commissions centrales d'étude et de vigilance du Phylloxera des départements de la Savoie et de la Haute-Savoie, Chambéry, Ménard, 1877.
- "Die Phylloxera (Reblaus). Kurzgefaßte Anweisungen zum Gebrauche für die kantonalen und eidgenössischen Experten in der Schweiz" in Deutsche übertragen von H. Krämer, Aarau, 2e uitgave, 1879.
- Catalogue des Oiseaux de la Suisse - 1: Rapaces diurnes, 1889, (samen met Th. Studer).
- Catalogue des Oiseaux de la Suisse - 2: Hiboux et Fissirostres, 1894, (samen met Th. Studer).
- "Des diverses modifications dans les formes et la coloration des plumes" in Memoires de Genève, volume XVIII, 2e deel, 1866.
- Les campagnols du bassin du Léman, 1867.
- Importance d'une assurance mutuelle contre le Phylloxera dans le canton de Genève, 1879.
- Faune des Vertébrés de la Suisse - Histoire naturelle des Mammifères, Genève-Bazel, H. Georg, 1869.
- Faune des Vertébrés de la Suisse - Histoire naturelle des reptiles et des batraciens, Genève-Bazel, H. Georg, 1872.
- Faune des Vertébrés de la Suisse - Histoire naturelle des Poissons. Ie partie, Genève-Bazel, H. Georg, 1882.
- Faune des Vertébrés de la Suisse - Histoire naturelle des Poissons. IIe partie, Genève-Bazel, H. Georg, 1890.
- Faune des Vertébrés de la Suisse - Histoire naturelle des Oiseaux Ie Partie, Genève-Bazel, H. Georg, 1899.
- Faune des Vertébrés de la Suisse - Histoire naturelle des Oiseaux IIe Partie, Genève-Bazel, H. Georg, 1904.

- Base de données des élites suisses: 61117
- Bibliothèque nationale de France: cb129667191 (data)
- Gemeinsame Normdatei: 117498955
- Historisch woordenboek van Zwitserland: 028817
- International Standard Name Identifier: 0000 0000 5177 7152
- Library of Congress Control Number: no2008069413
- Nationale Bibliotheek van Polen: a0000001195828
- Nederlandse Thesaurus van Auteursnamen: 227127064
- Système universitaire de documentation: 126068240
- Virtual International Authority File: 56741866
- WorldCat: E39PBJwRQc6vBVm7t4ydTFw6Kd